# Synidotea littoralis
Synidotea littoralis là một loài chân đều trong họ Idoteidae. Loài này được Pires & Moreira miêu tả khoa học năm 1975.